# Костешть-Вилсан
Костешть-Вилсан, Костешті-Вилсан (рум. Costești-Vâlsan) — село у повіті Арджеш в Румунії. Входить до складу комуни Мушетешть.
Село розташоване на відстані 131 км на північний захід від Бухареста, 33 км на північ від Пітешть, 119 км на північний схід від Крайови, 85 км на південний захід від Брашова.

## Населення
За даними перепису населення 2002 року у селі проживали 675 осіб, усі — румуни. Усі жителі села рідною мовою назвали румунську.